# Sebastian Prödl
Sebastian Prödl (Graz, 21 de junho de 1987) é um ex-futebolista austríaco. 

## Clubes
Começou a carreira profissional com dezenove anos, jogando pelo Sturm Graz no Campeonato Austríaco em 2006. Em julho de 2008 se transferiu para o Werder Bremen.

## Seleção nacional
Em 2007, Prödl foi convocado para jogar pela Áustria. Ele foi o capitão da seleção Sub-20 da Áustria no Campeonato Mundial de Futebol Sub-20 de 2007, realizado no Canadá, campeonato esse em que ele ajudou seu país a terminar em quarto lugar.
Ele fez sua estreia pela seleção principal em maio de 2007, contra a Escócia. Em 26 de março de 2008, Prödl marcou dois gols em um amistoso internacional contra a Holanda. Em 12 de Junho de 2008, durante a partida da Euro 2008 entre Áustria vs Polónia, ele foi derrubado dentro da área nos acréscimos do segundo tempo, e o árbitro, Howard Webb, apontou o pênalti a favor da Áustria. Isto resultou no único gol da Áustria na competição.

### Gols pela seleção nacional
| #  | Data                  | Local                 | Adversário    | Gol | Resultado | Competição                                                 |
| -- | --------------------- | --------------------- | ------------- | --- | --------- | ---------------------------------------------------------- |
| 1. | 26 de março de [[2008 | Viena, Áustria        | Países Baixos | 2-3 | 3-4       | Amistoso                                                   |
| 2. | 26 de março de 2008   | Viena, Áustria        | Países Baixos | 3-3 | 3-4       | Amistoso                                                   |
| 3. | 8 de outubro de 2010  | Viena, Áustria        | Azerbaijão    | 1-0 | 3-0       | Qualificações para o Campeonato Europeu de Futebol de 2012 |
| 4. | 15 de outubro de 2013 | Tórshavn, Ilhas Faroé | Ilhas Faroé   | 2-0 | 3-0       | Eliminatórias da Copa do Mundo FIFA de 2014 - Europa       |